# Шупчик, Бедржих
Бедржич Супчик (22 октября 1898 года в Трумау, Нижняя Австрия — 11 июля 1957 года, Писек, Чехословакия) —  чехословацкий гимнаст, олимпийский чемпион, призёр чемпионата мира по спортивной гимнастике в Люксембурге.
Принимал участие в соревнованиях по спортивной гимнастике на летних Олимпийских играх 1924 года в Париже, где он завоевал золотую медаль в лазании по канату, бронзовую медаль в личном многоборье .
Налетних Олимпийских играх 1928 года в Париже завоевал серебряную медаль в командных соревнованиях.

## Биография
Бедржич Супчик родился 22 октября 1898 года в большой чешской семье в городе Трумау близ Вены в Австрии.
В 1924 году принимал участие в соревнованиях по спортивной гимнастике на Олимпийских играх в Париже, где завоевал золотую медаль в лазании на канате. Его время в лазании на канате длиной 8 метров составило 7,2 секунды. Вскоре после возвращения с Олимпиады он женился. Молодожены переехали жить в Прагу. Супчик продолжал заниматься гимнастикой. В 1930 году он завоевал серебряную медаль в соревнованиях на кольцах на чемпионате мира по спортивной гимнастике в Люксембурге.
Во время Второй мировой войны он работал продавцом огнетушителей, затем экспертом по противопожарной безопасности.
В 1948 году он перенес сердечный приступ и по настоянию семьи переехал жить из Праги в тихую деревню Horosedly (место рождения его жены) в 25 км к северу от Писека. Вскоре, однако, с ним случился ещё один приступ, после которого он ушёл на пенсию по инвалидности.
Потеряв работу, будучи инвалидом, еле сводя концы с концами, он устроился работать страховым агентом. После третьего сердечного приступа он не вернулся домой. Бедржич Супчик умер в возрасте 58 лет. Похоронен на новом кладбище в городе Мировице вблизи Писека.